# Koszyczek zanętowy

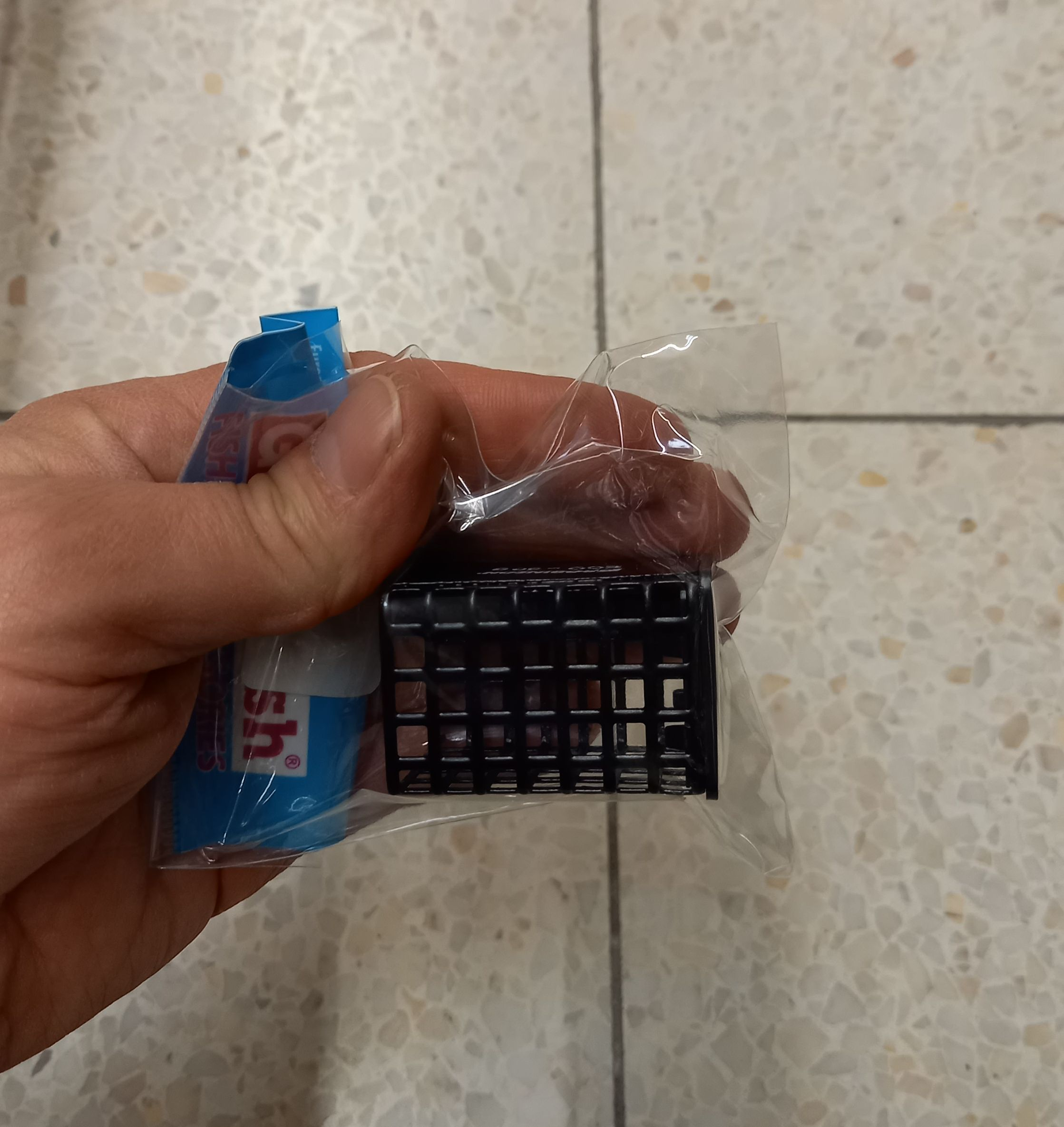
Koszyczek zanętowy

Koszyczek zanętowy (inaczej „karmnik”) – jedno z akcesoriów, służące do łowienia na feeder (szczególna metoda gruntowa). Koszyczek montuje się najczęściej w odległości około 30–45 cm od haczyka. W przypadku połowu ryb szczególnie ostrożnych lub słabego żerowania koszyczek może być umieszczony w odległości dochodzącej do 1,5 metra. Wypełniany jest wyrobioną zanętą, ukierunkowaną na wybrane gatunki ryb. Na haczyk zakłada się przynętę. Po zarzuceniu koszyk opada na dno i rozprowadza zanętę, dzięki czemu powierzchnia, na której łowimy zostaje zanęcona, co ułatwia zauważenie przynęty przez ryby. Odpowiednio dobrana zanęta przyciąga ryby na łowisko z większego obszaru i utrzymuje na dłużej.
Koszyczki zanętowe wykonuje się zazwyczaj z metalu (ale i również z plastiku) o odpowiednio dobranej wadze podanej w gramach i kształcie, aby pasowały do warunków panujących na łowisku (np. rodzaj akwenu, odległość rzutu). Kształty mogą być o przekroju kwadratu, prostokąta, koła lub trójkąta. Płaskie ścianki zapobiegają przesuwaniu koszyczka przez nurt rzeczny, co pozwala utrzymać ryby na małym obszarze. Koszyczki o przekroju koła używane są najczęściej w wodach stojących.
Koszyczki zanętowe w zależności od rodzaju podawanej zanęty mogą być jedno lub obustronnie zamknięte. Jednostronnie zamknięte używane są w silnym nurcie rzecznym, aby zapobiec szybkiemu wypłukiwaniu zanęty. Koszyczki obustronnie zamknięte służą do zanęcania przy pomocy białych robaków. Dno i wieczko spowalniają uwalnianie robaków.